# Karl Friedrich Neumann
Karl Friedrich Neumann (Schlüsselfeld, 28 dicembre 1793 – Berlino, 17 marzo 1870) è stato un orientalista, storico e traduttore tedesco.

## Biografia
Studiò filosofia e filologia a Heidelberg, Monaco e Gottinga, si convertì al protestantesimo e prese il nome di Neumann. Dal 1821 al 1825 fu insegnante a Würzburg e Spira; poi apprese l'armeno a Venezia al San Lazzaro degli Armeni e visitò Parigi e Londra.
Nel 1829 andò in Cina, dove studiò la lingua e accumulò una grande biblioteca di libri e manoscritti di valore. Comprendevano circa 12.000 libri che li presentò alla biblioteca reale di Monaco. Ritornato in Germania nel 1833, Neumann fu nominato professore di armeno e cinese presso l'Università di Monaco, posizione che mantenne fino al 1852, quando, a causa delle sue pronunciate opinioni rivoluzionarie, fu rimosso dalla sua cattedra. Dieci anni dopo si stabilì a Berlino, dove rimase fino alla sua morte.
Nel tempo libero di Neumann, dopo il suo pensionamento, si dedicò agli studi storici, e oltre alla sua "Geschichte des englischen Reichs in Asien" (Lipsia, 1857, 2 volumi), scrisse una storia sugli Stati Uniti d'America, Geschichte der Vereinigten Staaten von Amerika (Berlino, 1863-1866, 3 volumi).

## Opere
- Versuch einer Geschichte der armenischen Literatur (Leipzig, 1836)
- Die Völker des südlichen Russland (1846, and again 1855)
- Geschichte des englisch-chinesischen Kriegs (1846, e di nuovo 1855)
- The Catechism of the shamans, or, The laws and regulations of the priesthood of Buddha in China (1831).
- Vahram's Chronicle of the Armenian Kingdom in Cilicia, during the time of the Crusades (1831); traduzione di Vahram di Edessa (fl. c. 1303-1330).
- History of the pirates who infested the China Sea from 1807-1810 (1831).